# Vendée U
Cyklistický tým Vendée U je francouzský cyklistický tým, který se účastní národních závodů v první divizi a sídlí v departmentu Vendée. Tým byl založen v roce 1991 Jeanem-Reném Bernaudeautem a je sponzorován radou departmentu Vendée, maloobchodním řetězcem Système U a radou regionu Pays de la Loire, kterou vede Jean-René Bernaudeau.

## Historie
Tým Vendée U byl založen v roce 1991 Jeanem-Reném Bernaudeautem. Byl znám jako DN1 tým Vendée La Roche Cyclisme (VRC), z města La Roche-sur-Yon. VRC byl zvolen nejlepším cyklistickým klubem ve Francii v roce 1995 a 1996. Několik členů týmu se stalo profesionálními cyklisty v 90. létech, např.: Pascal Deramé, Nicolas Jalabert, Roger Hammond, Piotr Wadecki, Janek Tombak, Samuel Plouhinec, Charles Wegelius a Franck Bouyer.
V roce 2000, Jean-René Bernaudeau, založil profesionální cyklistický tým Bonjour. Tým VRC byl rozdělen mezi Vendée U, který je logistickým týmem pro Bonjour a populární klub La Roche Vendée Cyclisme. Mezi několik nejlepších závodníků, kteří se po roce dostali do týmu Bonjour (2001–2002), později Brioches La Boulangère (2003–2004) a Bouygues Telecom (2005–2008), patřili např. Sylvain Chavanel, Thomas Voeckler, Jerome Pineau. V roce 2006 vyhrál Dimitri Champion titul amatérského šampióna v silničních závodech Francie. V roce 2010 vyhrál tým Vendée U Mistrovství Francie v silniční cyklistice, podruhé pak v roce 2012.
Tým Vendée U potvrdil své schopnosti vychovávat mladé talenty pro profesionální cyklistiku, jako příkladem by mohli být: Bryan Coquard, Thomas Boudat a Lilian Calmejane. Vedení klubu tvrdí, že za dobu své existence vychovalo až 50 profesionálních závodníků. Mezi zástupce v ženské cyklistice uvádí např. Félicii Ballangerovou.

## Hlavní vítězství
Závodu jsou v originálním francouzském názvu.

### Jednodenní závody
- Paris–Roubaix Espoirs: 2007 (Damien Gaudin)

- Trophée des champions: 2009 (Tony Hurel)
- Paris–Tours Espoirs: 2012 (Taruia Krainer)

- Paris–Mantes-en-Yvelines: 2016 (Paul Ourselin)

### Etapové závody
- Trois jours de Vaucluse: 2007 (Sébastien Turgot)
- Tour de Gironde: 2008 (Julien Guay), 2010 (Julien Belgy)
- Ronde de l'Isard: 2012 (Pierre-Henri Lecuisinier)
- Triptyque des Monts et Châteaux: 2015 (Lilian Calmejane)
- Tour du Loir-et-Cher: 2015 (Romain Cardis)
- Tour du Maroc: 2018 (David Rivière)

### Národní šampionáty
- Mistrovství Francie: 6 titulů
  - Dráhová cyklistika – Hladký závod (Scratch): 2011 (Bryan Coquard), 2014 (Thomas Boudat)
  - Dráhová cyklistika – Bodovací závod: 2013 (Thomas Boudat)
  - Dráhová cyklistika – Omnium : 2013, 2014 (Thomas Boudat)
  - Dráhová cyklistika – Stíhací závod: 2014 (Julien Morice)

## Tým 2019

### Základní složení
- 17 závodníků

| - Enzo BERNARD (FRA) - Thomas BONNET (FRA) - Alan JOUSSEAUME (FRA) - Antoine DEVANNE (FRA) - Thomas CHAMPION (FRA) - Thomas DENIS (FRA) - Valentin FERRON (FRA) - Donavan GRONDIN (FRA) - Marlon GAILLARD (FRA) - Emilien JEANNIÈRE (FRA) - Florian MAÎTRE (FRA) - Théo MENANT (FRA) - Clément ORCEAU (FRA) - Lucas GROLIER (FRA) - Samuel THIBAUD (FRA) - Valentin TABELLION (FRA) - Louis PIJOURLET (FRA) |

- mechanik: Olivier BOYER
- asistent: Fabrice BENARD
- trenér: Corentin THIBAUD
- sportovní ředitelé: Morgan LAMOISSON, Damien POMMEREAU

## Bývalí členové týmu
| - Julien Belgy (FRA) - Walter Bénéteau (FRA) - Giovanni Bernaudeau (FRA) - Thomas Boudat (FRA) - Tyler Butterfield (BER) - Lilian Calmejane (FRA) - Romain Cardis (FRA) - Dimitri Champion (FRA) - Sébastien Chavanel (FRA) - Sylvain Chavanel (FRA) - Mathieu Claude (FRA) - Bryan Coquard (FRA) - Jérémy Cornu (FRA) - Jérôme Cousin (FRA) - Pascal Deramé (FRA) - Pierre Drancourt (FRA) - Mathieu Drujon (FRA) - Damien Gaudin (FRA) - Martial Gène (FRA) - Yohann Gène (FRA) - Anthony Geslin (FRA) - Fabien Grellier (FRA) - Julien Guay (FRA) | - Christian Guiberteau (FRA) - Roger Hammond (GBR) - Maryan Hary (FRA) - Tony Hurel (FRA) - Nicolas Jalabert (FRA) - Fabrice Jeandesboz (FRA) - Vincent Jérôme (FRA) - Gert Jõeäär (EST) - Sébastien Joly (FRA) - Arnaud Jouffroy (FRA) - Ryohei Komori (JPN) - Bassirou Konté (CIV) - Evgueni Kovalev (RUS) - Morgan Lamoisson (FRA) - Rony Martias (FRA) - Philippe Mauduit (FRA) - Julien Morice (FRA) - Bryan Nauleau (FRA) - Alexandre Naulleau (FRA) - Damien Nazon (FRA) - Olivier Perraudeau (FRA) - Alexandre Pichot (FRA) - Étienne Pieret (FRA) | - Jérôme Pineau (FRA) - Samuel Plouhinec (FRA) - Perrig Quéméneur (FRA) - Anthony Ravard (FRA) - Franck Renier (FRA) - Kévin Réza (FRA) - Evgueni Sokolov (RUS) - Matthieu Sprick (FRA) - Janek Tombak (EST) - Angélo Tulik (FRA) - Sébastien Turgot (FRA) - Thomas Voeckler (FRA) - Piotr Wadecki (POL) - Charles Wegelius (GBR) - Jean Zen (FRA) |